# Морской пескожил
Морской пескожил (лат. Arenicola marina, буквально — обитатель песка морской) — вид многощетинковых червей из семейства Arenicolidae. Крупные черви длиной до 20 см, обитающие в U-образных норках, которые роют в илисто-песчаном грунте. Питаются, пропуская через кишечник донный осадок. Пескожилы населяют приливно-отливную зону и верхнюю сублитораль морей Северной Атлантики и Северного Ледовитого океана, где образуют плотные поселения на обширных территориях — «пескожильные пляжи».

## Строение
Тело взрослого пескожила подразделено на три отдела: торакс, абдомен и хвостовой отдел. Покровы образуют вторичные кольца, не соответствующие сегментации.
Параподии торакса и абдомена сильно редуцированы, их брюшные ветви преобразованы в валики, несущие один ряд крючковидных щетинок. В хвостовом отделе параподии отсутствуют. На спинной стороне каждого из 11 абдоминальных сегментов расположено по паре кустистых жабр.

## Образ жизни
Пескожилы обитают в U-образных норках с укреплёнными слизью стенками. Глубина норки может доходить до 20—30 см. Передний конец тела червя находится в её горизонтальном участке, задний — в вертикальном. В результате изъятия грунта в ходе заглатывания осадок над головным концом проседает, образуя на поверхности характерное воронковидное углубление. Для дефекации черви периодически поднимаются к поверхности грунта задним концом вперёд. В этот момент они могут стать добычей для хищников, которые хватают червя за торчащий хвост, тем не менее отбрасываемый животным без особых проблем.
Находясь в норке, пескожил постоянно перистальтически сокращается, чем нагнетает в норку богатую кислородом воду с поверхности грунта.

## Прикладное значение
Используется рыболовами в качестве наживки.
Из тканей пескожила были выделены две формы пептида семейства ареницинов с антимикробным действием широкого спектра

## Галерея

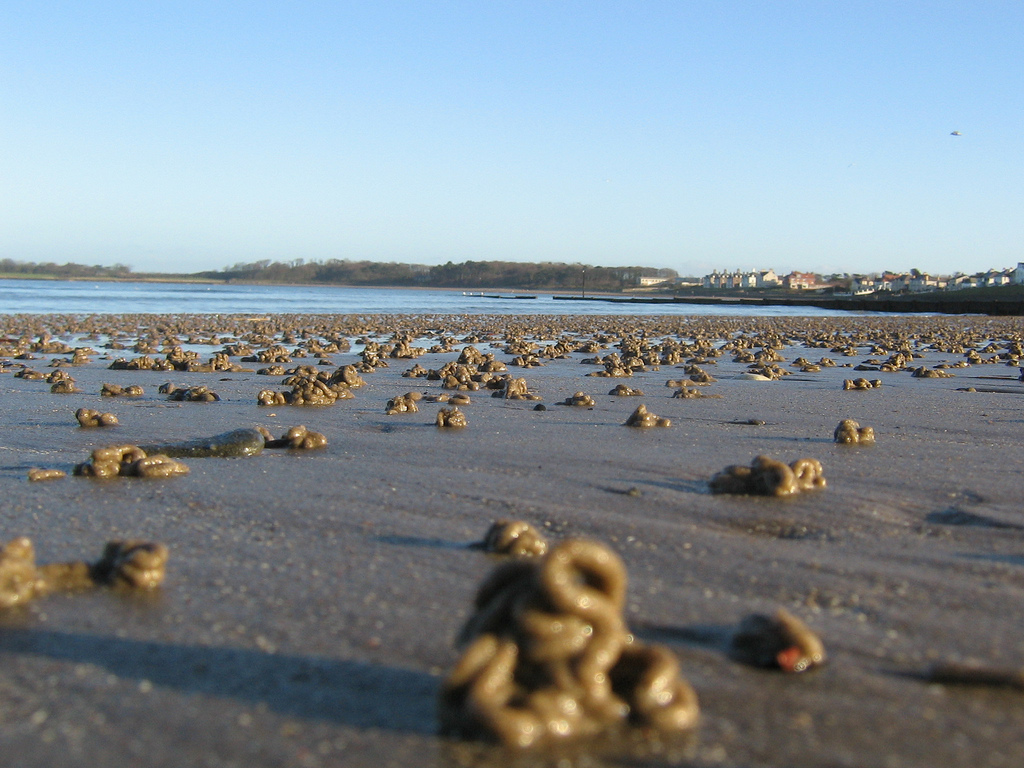
Холмики выбросов на литорали во время отлива на «пескожильном пляже»
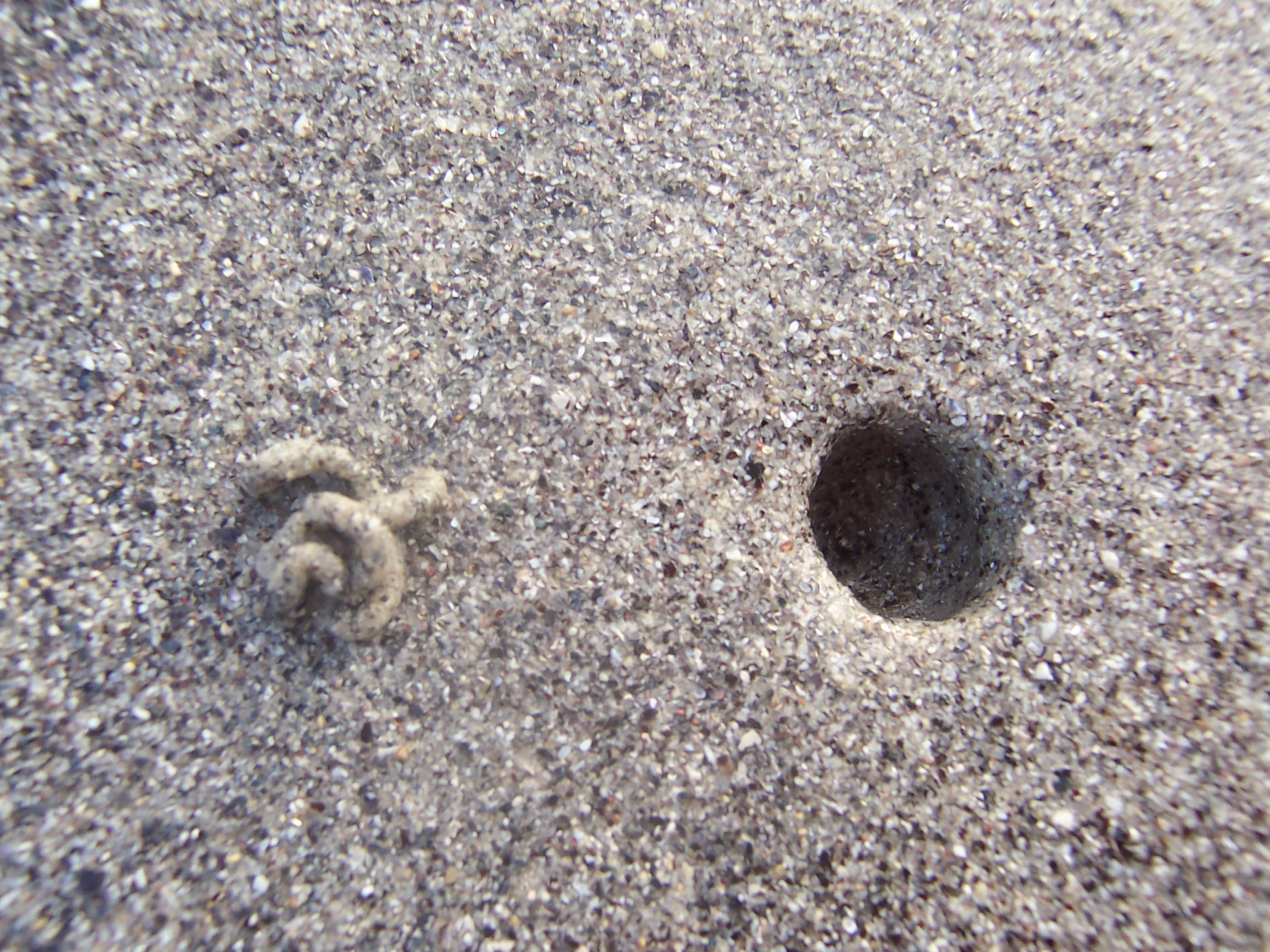
Норка пескожила: Шнур выбросов и воронка